# Centre Canadian Tire
Le Centre Canadian Tire (anciennement Centre Corel et Place Banque Scotia) est une salle omnisports située dans le quartier de Kanata à l'ouest d'Ottawa, en Ontario (Canada).
Depuis 1996, ses locataires sont les Sénateurs d'Ottawa de la Ligue nationale de hockey et ce fut également le terrain de jeu du Rebel d'Ottawa (National Lacrosse League) pendant la saison 2001-2002, ils ont ensuite déménagés pour devenir le Rush d'Edmonton. Depuis 2024, l'équipe des Black Bears d'Ottawa de la NLL (National Lacrosse League) a élu domicile au Centre Canadian Tire. Depuis 2013, l'aréna accueille les rencontres à domicile des SkyHawks d'Ottawa de la Ligue nationale de basketball du Canada. C'est le deuxième plus grand aréna en Ontario : sa capacité est de 18 652 places. La salle possède 148 suites de luxe, 2 500 sièges de club et est entourée d'un parking pouvant contenir 6 500 véhicules.

## Histoire
Le Centre Canadian Tire, initialement appelée Le Palladium, ouvre ses portes le 15 janvier 1996 avec un spectacle du rockeur canadien Bryan Adams. La cérémonie officielle du lancement des travaux a lieu le 29 juin 1992 mais la construction commença réellement le 25 juillet 1994. Le premier match de la LNH dans l'édifice est joué devant une foule à guichets fermés alors que les Canadiens de Montréal devient la première équipe à affronter les Sénateurs sur leur nouvelle patinoire locale. Le président, gouverneur et chef de la direction, Rod Bryden, invite le fondateur des Sénateurs d'Ottawa, Bruce Firestone, à participer à la cérémonie de mise au jeu. Le commissaire de la LNH Gary Bettman est présent et la galerie de presse est consacrée au regretté commentateur sportif d'Ottawa Brian Smith. Les Canadiens battent les Sénateurs 3 - 0. Un mois plus tard, la corporation Corel, une compagnie de logiciel d'Ottawa, signe un contrat de 20 ans pour les droits d'appellation de l'édifice.
Lorsque l'aréna a été construite, elle avait une capacité de 18 652 places pour le hockey sur glace. Le 30 décembre 2004, l'arène accueillie la plus forte affluence dans l'histoire de la Ligue canadienne de hockey avec 20 081 spectateurs quand les 67 d'Ottawa furent battu par les Frontenacs de Kingston. Par la suite, la capacité de la salle fut augmentée de 2 000 sièges. Grâce à une modification au règlement municipal de la Ville d'Ottawa en décembre 2004, le Centre Corel peut accroître sa capacité à 19 153 places assises et un total de 20 500 spectateurs. L'arène fut construite à l'origine dans l'ancienne ville de Kanata, qui a fusionné avec Ottawa en 2000. Le 24 octobre 2005, la salle se classe 41e parmi les 100 sites d'événements les plus fréquentés au monde, selon le magazine Pollstar.
Le joueur Wayne Gretzky joue sa dernière partie sur le sol canadien avant de se retirer en 1999 en tant que joueur de la LNH. Il jouait pour les Rangers de New York.
L'aréna a pris le nom Centre Canadian Tire (Canadian Tire Centre en anglais) en juin 2013. Dans le passé, elle a porté le nom de Palladium, Centre Corel et de Place Banque Scotia.
Le 2 juin 2007, la salle organisait son premier match de finale de la Coupe Stanley avec une affluence record de 20 500 personnes[réf. nécessaire].
Un nouveau tableau d'affichage fut installé en décembre 2011 pour remplacer celui qui est opérationnel depuis l'inauguration de l'enceinte en 1996.

## Événements
- All Star Skating Spectacular, 16 janvier 1996
- U.S. Monster Jam, 23-25 février 1996 et 7-9 mars 1997
- Harlem Globetrotters, 1997, 1999, 2000, 2001, 2002, 2004, 2005 et 2006
- Ice Motorcycle Racing, 11 janvier 1998
- World Championship Boxing, 12 mai 1998
- WWE Raw, 15 octobre 2001
- Prix Juno, 6 avril 2003
- W. P. McGee Trophy, depuis 2008
- Repêchage d'entrée dans la LNH 2008, 20 et 21 juin 2008
- Skate Canada 2008
- Championnat du monde junior de hockey sur glace 2009
- 59e Match des étoiles de la Ligue nationale de hockey, 29 janvier 2012
- WWE SmackDown Live, 22 novembre 2016

### Les grands concerts
Beaucoup de vedettes canadiennes et internationales se sont produites et continuent de jouer à l'aréna, on peut citer :
- 22 octobre 2013 : Drake
- 10 septembre 2012 : Madonna
- 8 juin 2011 : Rihanna
- 20 décembre 2009 : Three Days Grace
- 21 août 2009 : Britney Spears
- 7 novembre 2008 : Céline Dion (Taking Chances World Tour)
- 2008 : Oasis
- 2006 : INXS
- 2006 : Coldplay
- 2006 & 2005 : André Rieu
- 2006 & 2004 : Nickelback
- 2006 : Hilary Duff
- 2005 : Mötley Crüe
- 2005 : U2
- 2005 : Aerosmith
- 2004 : Metallica
- 2003 : Shania Twain
- 2003 : The Eagles pour le concert de bienvenue du nouveau propriétaire
- 2003 : Bruce Springsteen
- ? : Tim McGraw
- ? : Neil Diamond
- ? : Tina Turner
- 1996 : Garth Brooks
- 1996 : Bryan Adams pour le concert d’ouverture

## Galerie

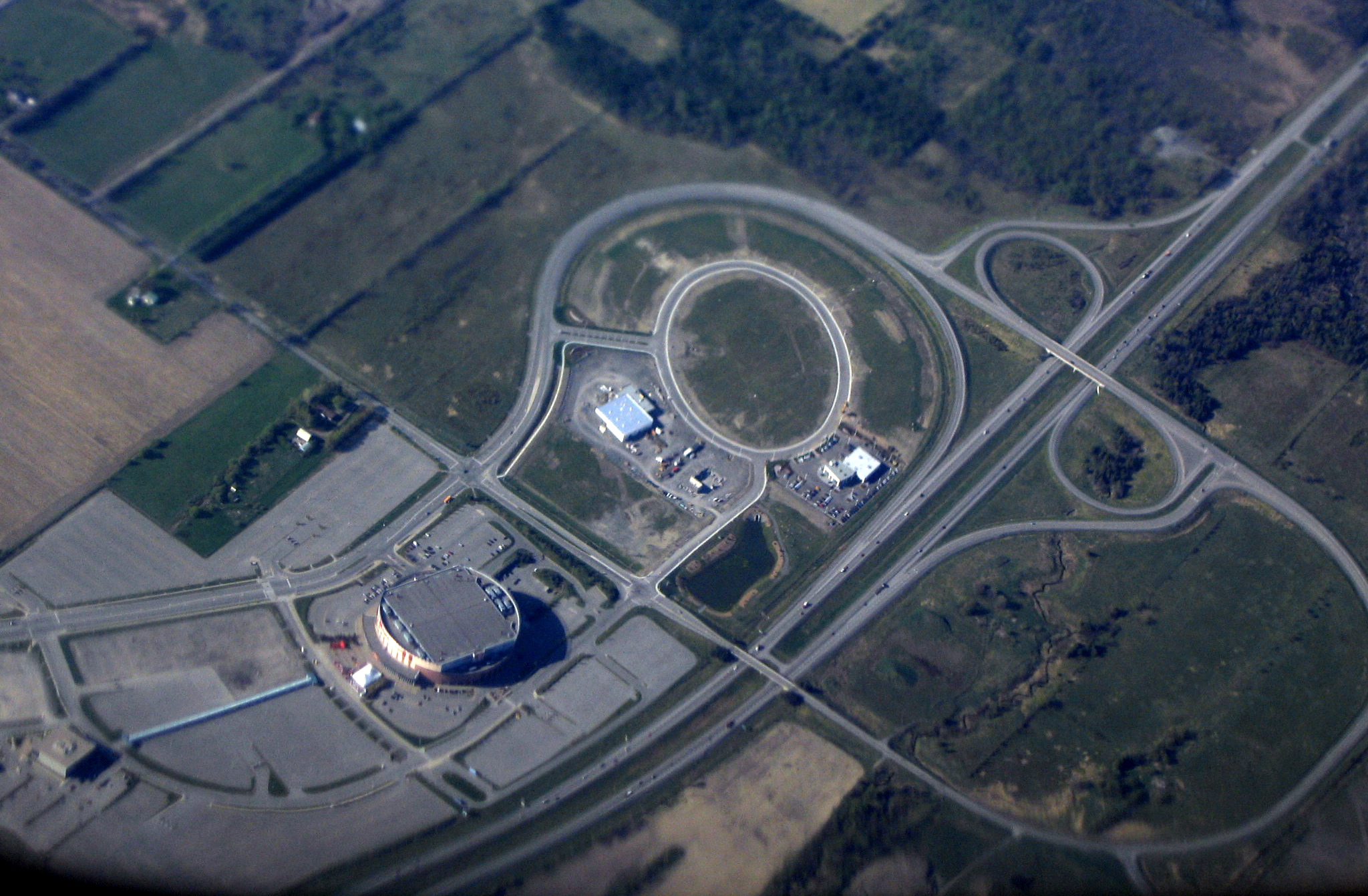
Vue aérienne de la Place Banque Scotia
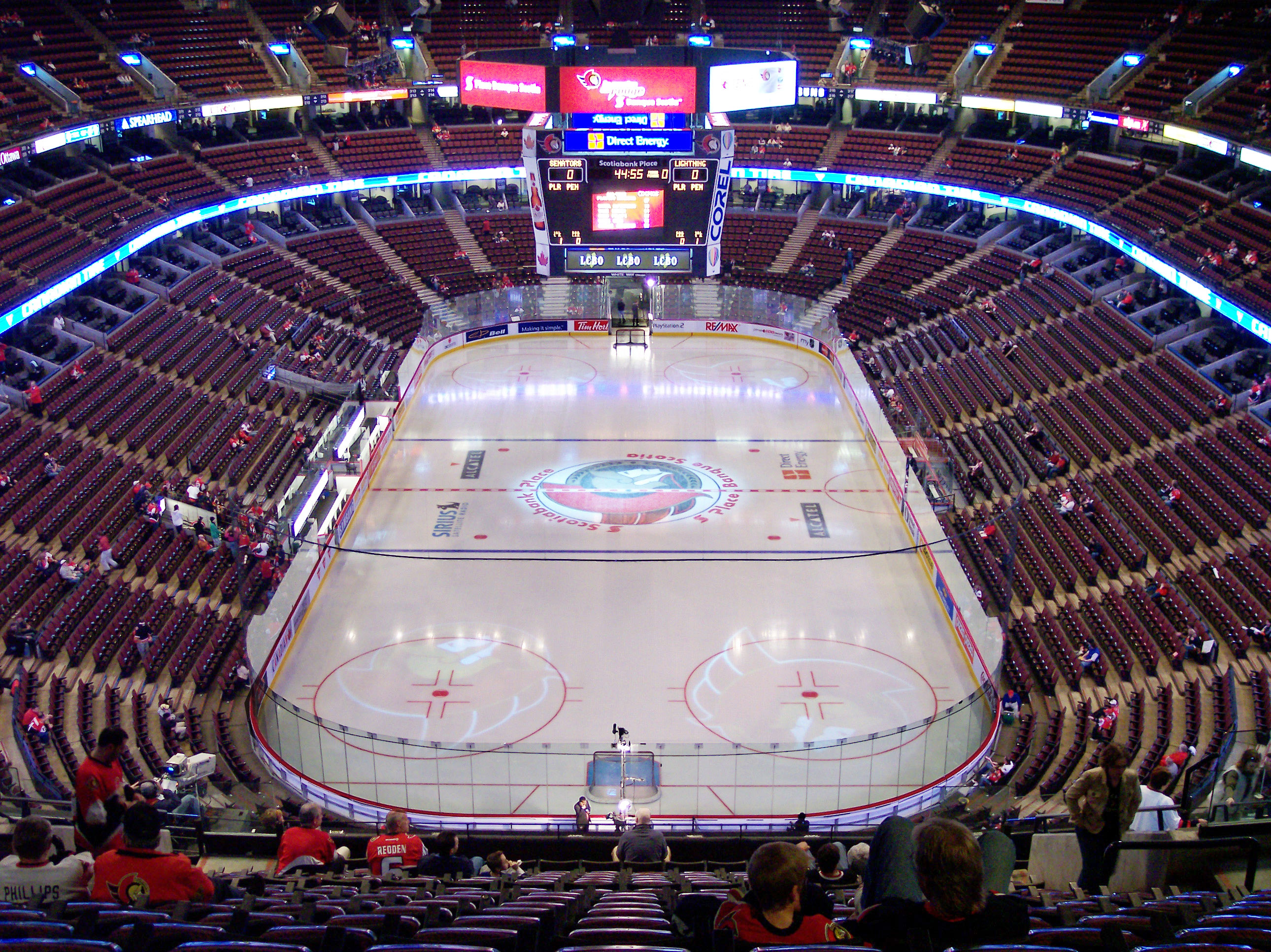
L'antre des Sénateurs
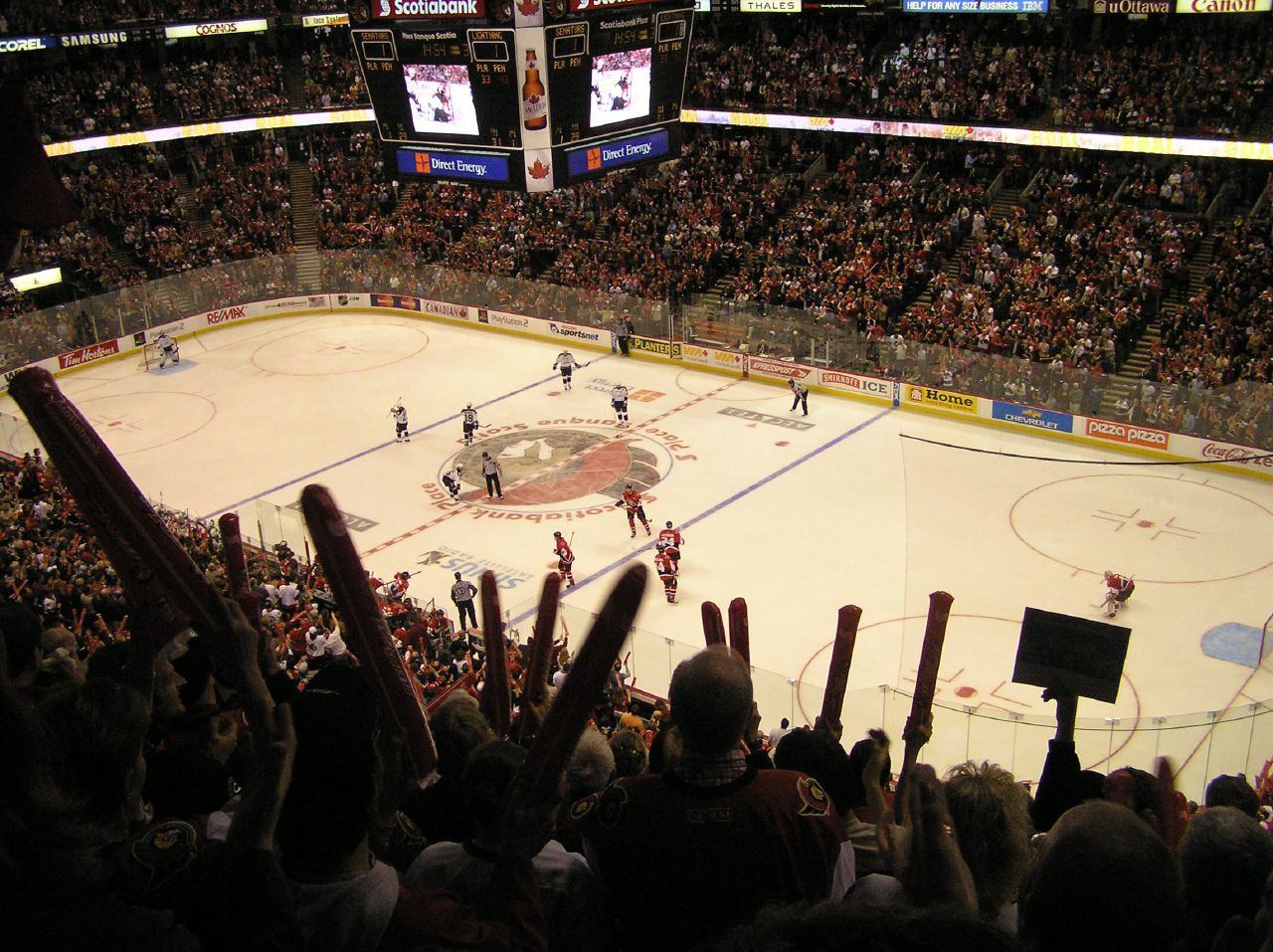
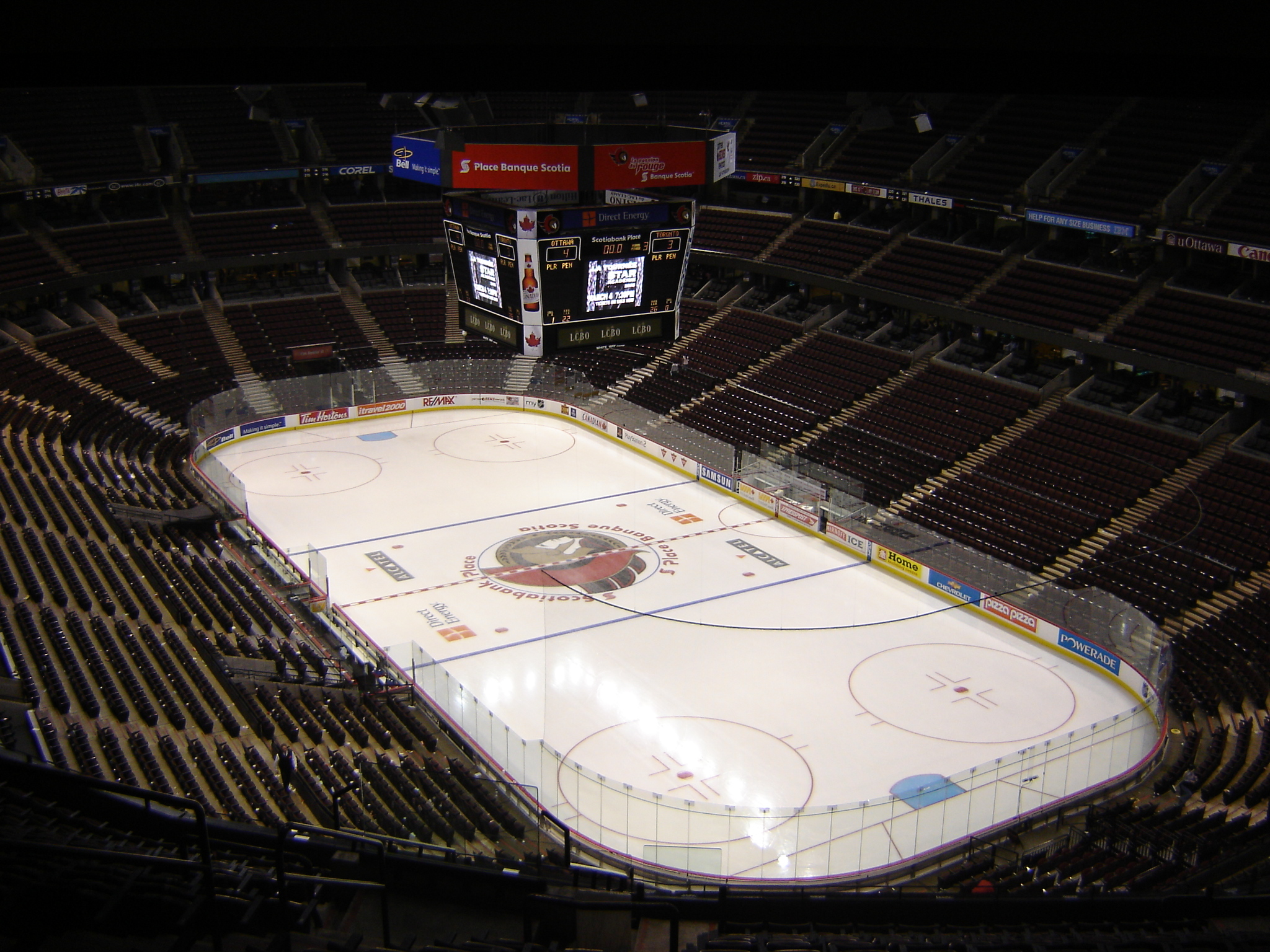
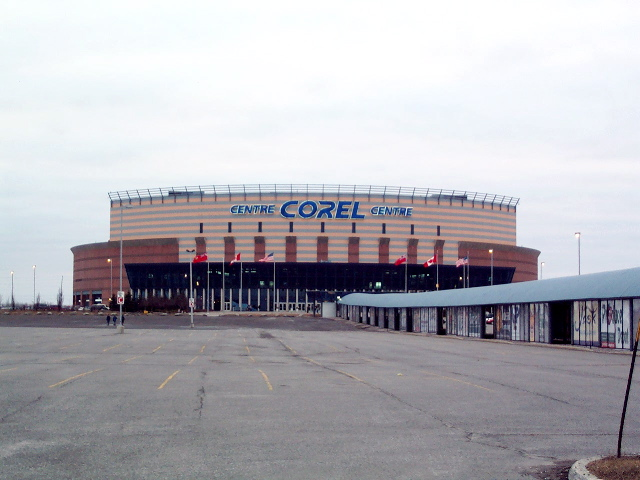
Le Centre Corel en 2004
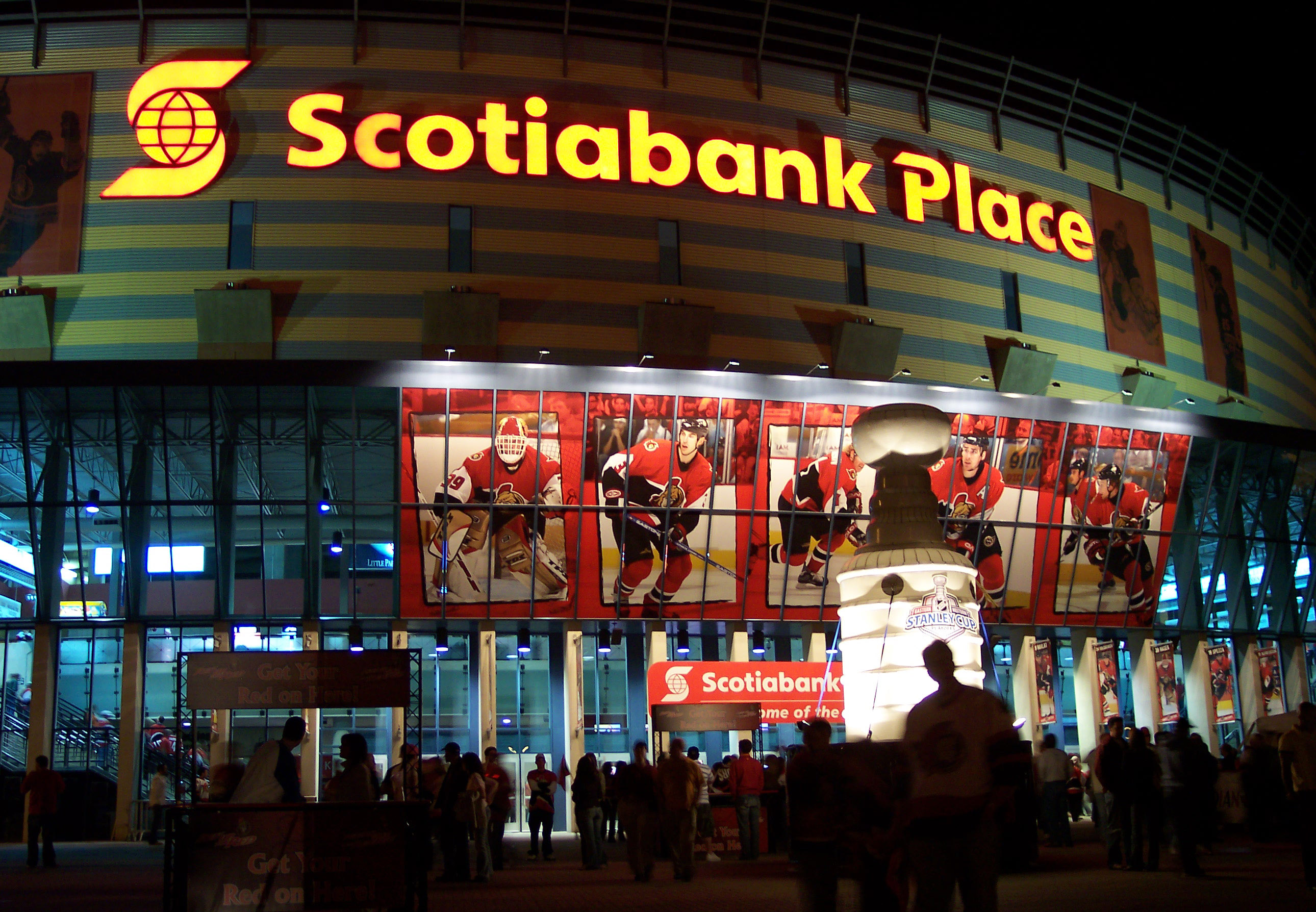
Le Place Banque Scotia de nuit en avril 2006
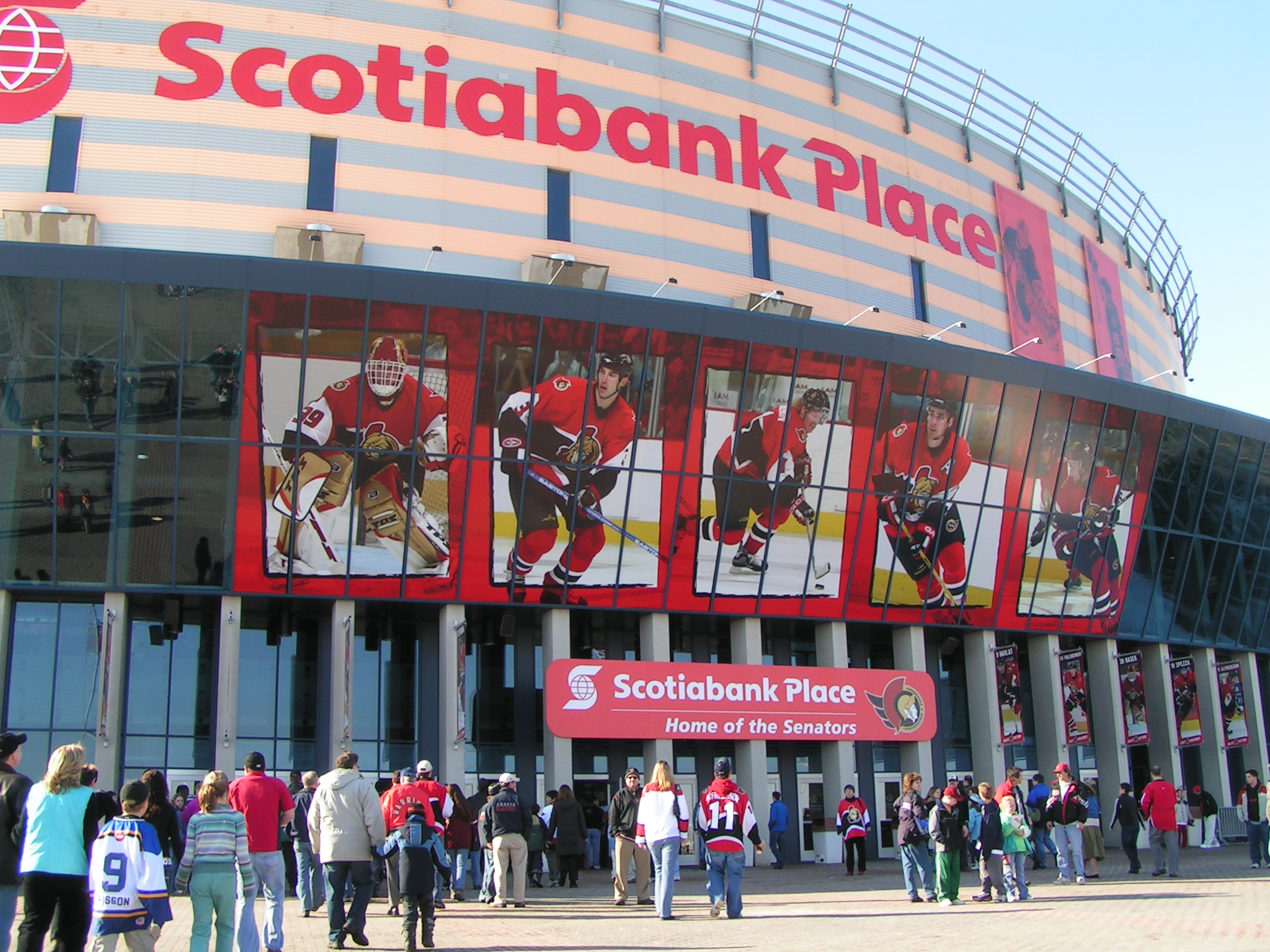
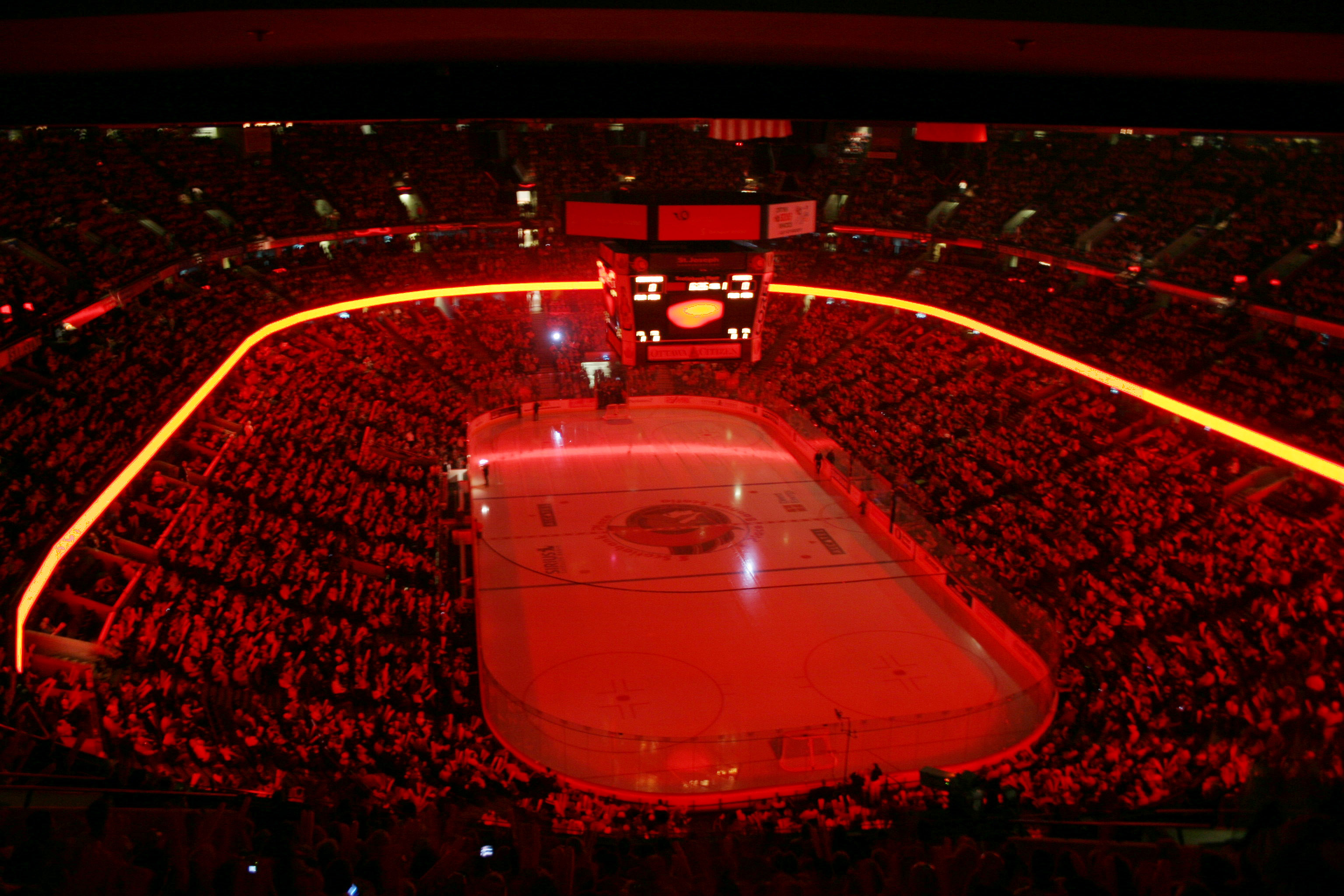
Scène de lumières rouges sur la glace avant le match